# Heinkel He 114
Heinkel He 114 byl německý dvoumístný jednomotorový celokovový jedenapůlplošný průzkumný plovákový letoun.

## Vznik
V létě 1935 objednal Technický úřad u společnosti Heinkel zpracování projektu dvoumístného hydroplánu, který by nahradil dřívější konstrukci Heinkel He 60 používanou u palubních letek a letek námořního pobřežního letectva. Po schválení úvodního projektu podepsalo Reichsluftfahrtministerium smlouvu na pět prototypů a deset předsériových strojů. K jeho pohonu byl vybrán devítiválcový vzduchem chlazený hvězdicový motor BMW 132 Dc.

## Vývoj
Vzhledem k přetrvávajícím problémům s vývojem pohonné jednotky BMW 132 Dc byl u prvního prototypu použit dvanáctiválcový vidlicový motor Daimler-Benz DB 600 o výkonu 706 kW. Druhý prototyp He 114 V2 (imatrikulace D-UGAT) měl instalovaný vidlicový motor Junkers Jumo 210 Ea o maximálním výkonu 500 kW. Hvězdicový motor BMW 132 Dc obdržel až třetí prototyp He 114 V3 (D-IOGD), což přineslo mírné zlepšení letových výkonů, nadále však přetrvávaly problémy s chováním letounu na vodě. V3 dostal nový překryt kabiny pozorovatele a kormidla na koncích plováků měla jiný tvar, stejně jako VOP. Prototyp He 114 V4 (D-IDWS) obdržel zcela nové plováky a koncové oblouky křídel byly odstraněny. Stroj poháněl hvězdicový motor BMW 132 K o vzletovém výkonu 706 kW.
Slabé výkony nové konstrukce potvrdily oficiální testy prováděné v Travemünde. Vedlo to k zaslání nabídky také firmám Arado a Focke-Wulf. Technisches Amt se tak chtěl pojistit pro případ nezdaru vývojového programu He 114. Mezitím byl dokončen He 114 V5 s jednoduchými konci křídel, zbytek letounu byl shodný s prototypem V3.
Předsériové stroje He 114 A-0 byly dokončeny v zimě 1936-37, první čtyři z nich obdržely prototypová označení. He 114 V6 a He 114 V7 byly totožné s V5, pozměněna byla pouze konstrukce dolní části plováků. He 114 V8 představoval vzor sériové varianty He 114 A-1 a do jeho draku byl zabudován hvězdicový motor BMW 132 K roztáčející třílistou kovovou stavitelnou vrtuli VDM. Tento exemplář nenesl záchytné body pro start z katapultu.
Prototyp He 114 V9 (D-IHDG) měl zesílenou konstrukci trupu, která umožňovala start z palubního katapultu. To již byla rozběhlá sériová výroba He 114 A-1. Třicet tři plovákové letouny He 114 A-1 vyrobila společnost Weser Flugzeugbau s motory BMW 132 N o vzletovém výkonu 636 kW s dvou i třílistými vrtulemi.
Další sériovou verzí byl He 114 A-2 se zesíleným trupem. Výzbroj tvořil jeden pohyblivý kulomet MG 15 ráže 7,92 mm obsluhovaný pozorovatelem a dvě pumy o hmotnosti 50 kg umístěné na vnějších závěsnících.

## Nasazení

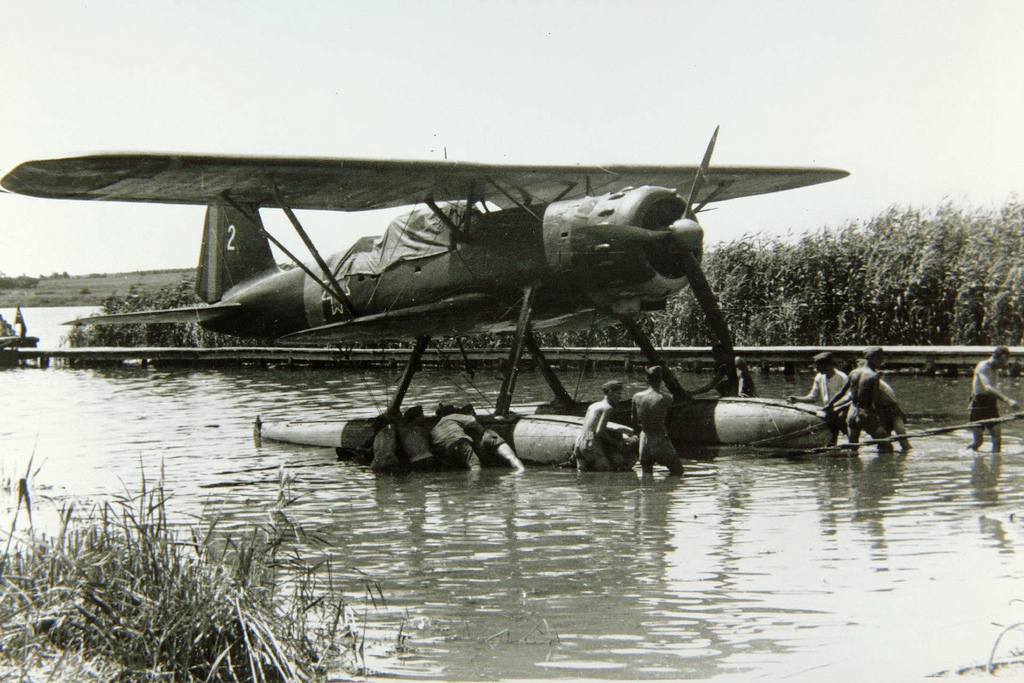
Rumunský Heinkel He 114

Po zkouškách v Travemünde byl He 114 V2 přepraven na palubu bitevní lodě Gneisenau k provedení operačních testů. Následně jej vystřídal jeden z prvních sériových kusů He 114 A-1. Prototyp V2 se vrátil do mateřské továrny k výměně pohonné jednotky za BMW 132 K.
He 114 A obdržela jako standardní výzbroj pouze jednotka 1./Kü.Fl.Gr.506, ostatní měly být prodány do zahraničí. Pro export dostaly označení He 114 B.
V listopadu 1939 objednalo 12 kusů He 114 B-1 Švédsko s možností zvýšení o dalších 27 strojů. Objednávka byla potvrzena v dubnu 1940. V říjnu byla těmito plovákovými letouny vybavena jednotka 2/F2, od května 1943 sloužily u 5/F2 a od dubna 1945 u 3/F2. V srpnu 1945 byly stroje se švédským označením S 12 vyřazeny.
Rumunsko obdrželo 12 He 114 B-2 a objednalo dalších 12, které měly být vybaveny dvojicí pevných, dopředu střílejících kulometů MG 17 ráže 7,92 mm. Před exportem však posílily řady 1.SAGr.125, v rámci které byly nasazeny od června do prosince 1941 nad Baltským mořem. Koncem roku 1941 byly vyexpedovány do Rumunska, kde od konce roku 1943 operovaly v rámci 101. a 102. námořní průzkumné eskadry nad Černým mořem.
Čtyři letouny byly za druhé světové války dodány do Španělska jako náhrada za He 60.

## Specifikace (He 114 A-2)

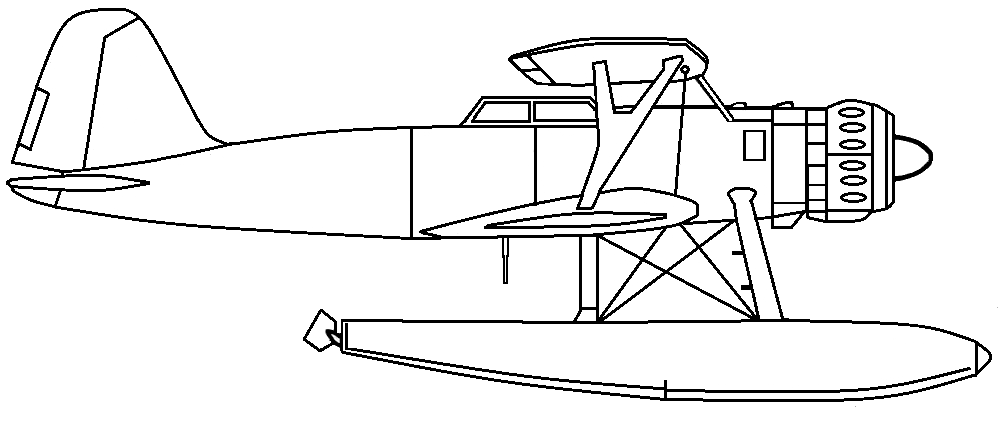
Heinkel He 114

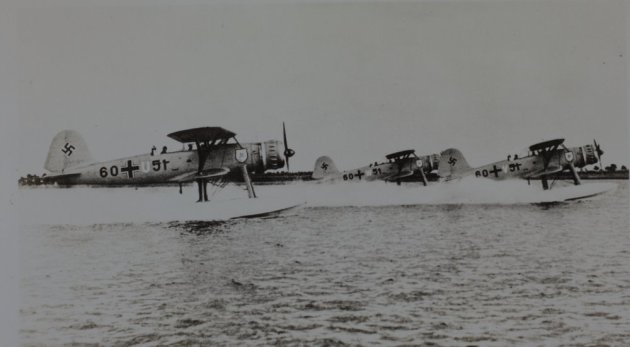
Heinkely He 114 A-2 z 1./Kü.Fl.Gr.506 ze základny Dievenow, 1938

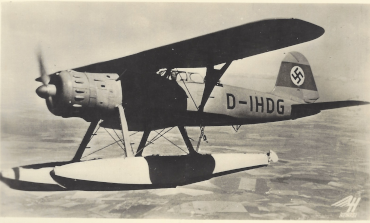
Heinkel He 114 (D-IHDG)

Údaje podle

### Technické údaje
- Osádka:
- Rozpětí: 13,61 m
- Délka: 11,64 m
- Výška: 5,19 m
- Hmotnost prázdného letounu: 2300 kg
- Vzletová hmotnost: 3660 kg
- Pohonná jednotka: 1 × hvězdicový motor BMW 132

### Výkony
- Maximální rychlost u hladiny moře: 330 km/h
- Maximální rychlost ve výšce 1000 m: 335 km/h
- Maximální rychlost ve výšce 2000 m: 310 km/h
- Cestovní rychlost u hladiny moře: 270 km/h
- Cestovní rychlost ve výšce 1000 m: 295 km/h
- Doba výstupu do výšky 1000 m: 4,3 min
- Doba výstupu do výšky 2000 m: 10 min
- Doba výstupu do výšky 3000 m: 18,2 min
- Praktický dostup: 4900 m
- Maximální dolet: 920 km

### Výzbroj
- 1 × pohyblivý kulomet MG 15 ráže 7,92 mm
- 2 × puma o hmotnosti 50 kg